# أبيل فالديز
أبيل فالديز (بالإسبانية: Abel Valdez) (25 نوفمبر 1987 في الأرجنتين - ) هو لاعب كرة قدم أرجنتيني في مركز الدفاع. لعب مع نادي أسترا جورجو ونادي 12 أكتوبر لكرة القدم وFC Delta Tulcea ‏ وClub Fernando de la Mora ‏.

## وصلات خارجية
- أبيل فالديز على موقع قاعدة بيانات كرة القدم.إي يو (الإنجليزية)
- أبيل فالديز على موقع Soccerway.com (الإنجليزية)